# 2003년 대한민국
이 문서는 2003년 대한민국에서 일어난 사건을 다룬다.

## 재임자
제6공화국 (참여 정부)
- 대통령 : 김대중 (~2월 24일), 노무현 (2월 25일~)
- 국무총리 : 김석수 (~2월 26일), 고건 (2월 27일~)